# 阿瑟·卡尔
阿瑟·卡尔（英語：Arthur Carr，1910年7月26日—1986年9月11日），英国男子马术运动员。他曾代表英国参加1948年夏季奥林匹克运动会马术比赛，获得团体场地障碍赛铜牌和个人场地障碍赛第19名。